# Augusto Moreno Guerrero
Ignacio Augusto Moreno Guerrero (Bogotá, 5 de mayo de 1931-Bogotá, 5 de enero de 2013) fue un militar colombiano. General de la Fuerza Aérea Colombiana y comandante general de las Fuerzas Militares de Colombia entre 1985 y 1986.

## Biografía
Ingresó a la Escuela Militar de Cadetes General José María Córdova el 1 de abril de 1950. Graduado como piloto militar el 12 de octubre de 1952, de la Escuela Militar de Aviación. Fue Comandante del Comando Aéreo de Combate No. 1 y Jefe del Departamento A-3, de Operaciones, y del Comando de la Fuerza Aérea. Subdirector de la Escuela Superior de Guerra. Agregado militar de Colombia en Francia. En 1984 ocupó el Comando de la Fuerza Aérea Colombiana. Fue comandante general de las FF.MM entre el 27 de mayo de 1985 al 7 de agosto de 1986. Fue el Comandante de las Fuerzas Militares, durante la Toma del Palacio de Justicia en 1985. Se retira en 1986. Recibió condecoraciones en Perú, Brasil, Venezuela y Colombia.